# Tiétar (Cáceres)
Tiétar es una localidad y municipio español situado en el noreste de la provincia de Cáceres, Extremadura. Obtuvo su independencia el 1 de julio de 2011, tras separarse de la ahora vecina Talayuela, aunque por un defecto de forma no fue hasta 2013 que se hizo efectiva.Cuenta con una población de 854 habitantes (INE 2024).

## Geografía
Se encuentra en la vega del río Tiétar.

## Historia

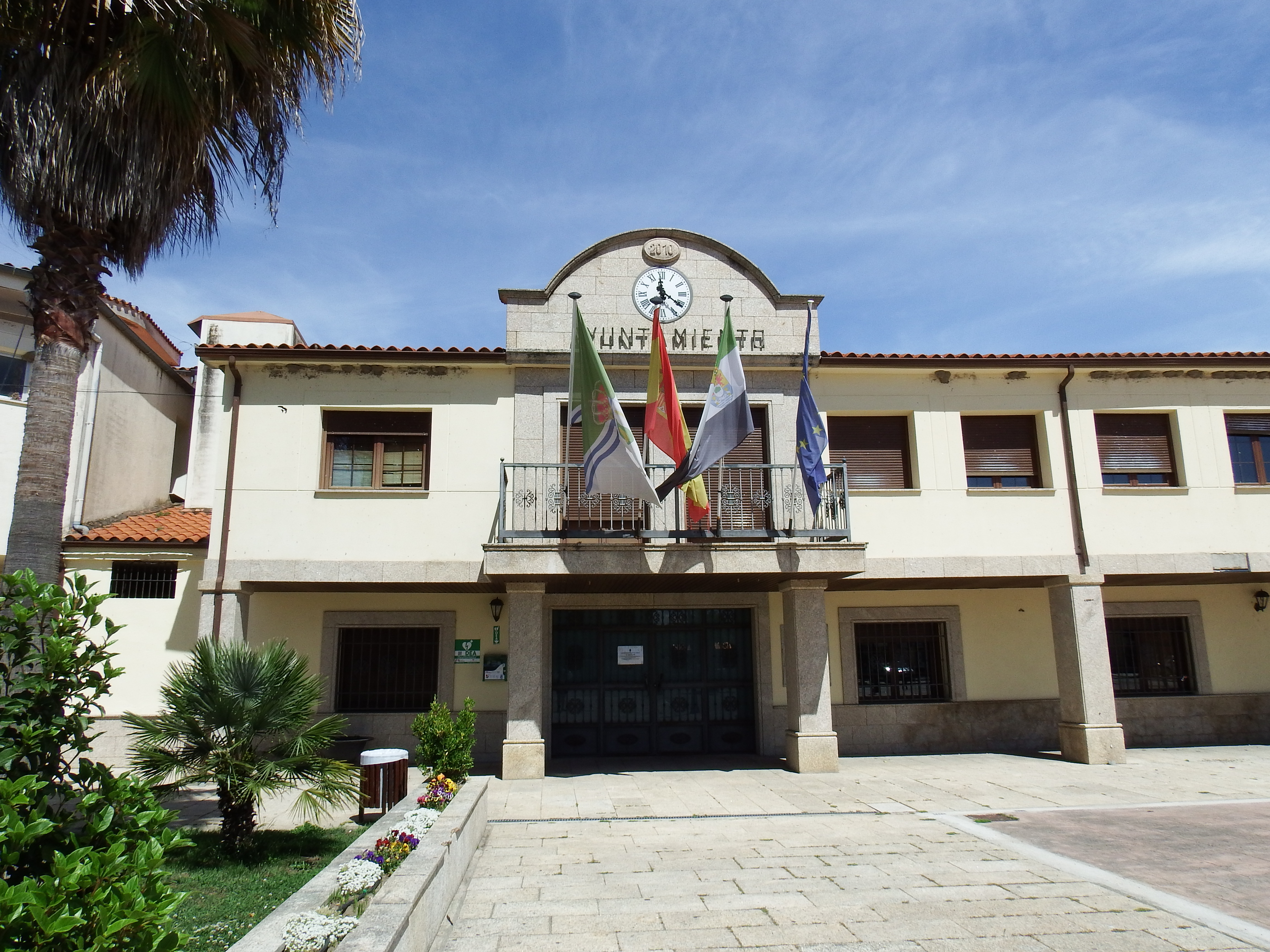
Casa consistorial

Fue fundado en 1960 como poblado de colonización. Su nombre original fue Tiétar del Caudillo. Fue una pedanía del Ayuntamiento de Talayuela hasta el 8 de marzo de 2006, que a la vista del Decreto 235/2005, de 25 de octubre, de la Junta de Extremadura, se constituyó como Entidad Local Menor. Actualmente, y desde el 12 de junio de 2013 es un municipio de pleno derecho de España, tras obtener la independencia del Ayuntamiento de Talayuela.

### Independencia
Cinco años tardaron los 900 vecinos de la población, hasta entonces Entidad Local Menor, en lograr un objetivo que perseguían desde que decidieron solicitar su independencia del Ayuntamiento de Talayuela. La aprobación del decreto llevó aparejada la segregación de las 2.391 hectáreas (23.91 km²) que conforman su término municipal.
Tiétar fue la segunda localidad que se independizó de Talayuela, tras Rosalejo que lo hizo el 1 de marzo de 1994. Después de Tiétar se independizó una tercera población, Pueblonuevo de Miramontes.

## Demografía
| Gráfica de evolución demográfica de Tiétar entre 2021 y 2021                                                        |
| |
| Población de derecho según los censos de población del INE Población de hecho según los censos de población del INE |

## Economía
Sus habitantes se dedican exclusivamente a las faenas agrícolas. Es zona de regadío. 

## Educación
El pueblo cuenta con el IESO Gabriel García Márquez.

## Patrimonio

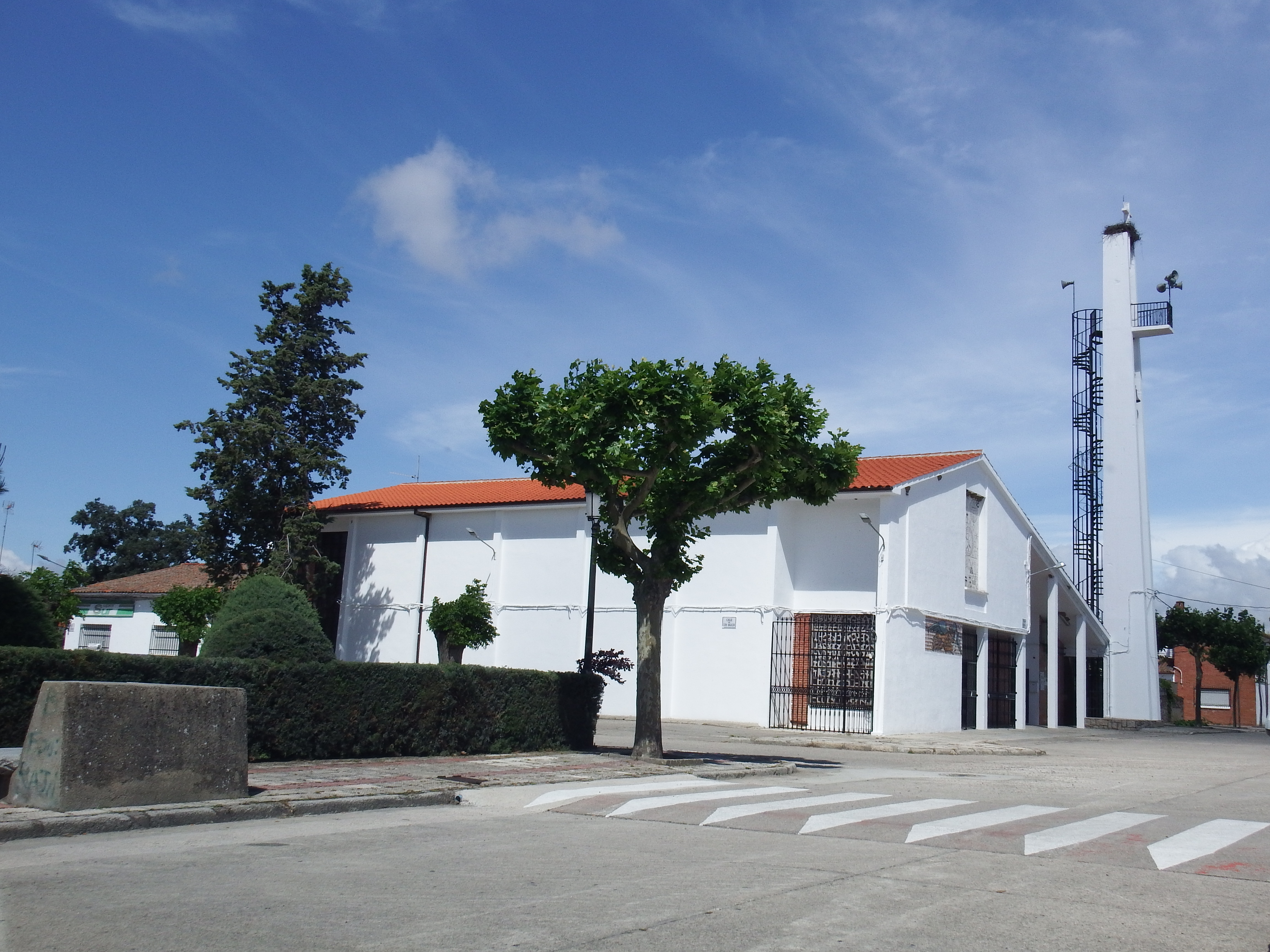
Iglesia de San José Obrero

Iglesia parroquial católica bajo la advocación de San José Obrero, en la archidiócesis de Mérida-Badajoz, diócesis de Plasencia, arciprestazgo de Navalmoral de la Mata.